# Corpo mental
Corpo mental (da raiz do sânscrito, man, pensar), é considerado, por muitos espiritualistas, como um veículo de manifestação dos seres humanos. Tendo relação com os conceitos de mente e de manas, o corpo mental representa uma essência energética de dimensão superior ao psicossoma (Corpo Astral ou Corpo de Desejos ou Perispírito). É o idealizador e o mantenedor das formas e do funcionamento dos corpos que lhe são inferiores - Corpo Astral, Corpo Etérico e Corpo Físico - e executor dos veículos superiores - Budhi e Atman.

## Teosofia
Na teosofia, manas é o reflexo do 5º princípio na constituição setenária do Homem e é de natureza dual. Na sua essência mais elevada (manas superior) é o "pensador" em nós, nossa verdadeira e divina mente, o Ego humano (não confundir com o ego definido pela psicologia). Manas inferior é definido como corpo mental que tem a tendência de se aliar ao desejo (Kama). Manas tem a função de unir a parte animal (quaternário inferior, formado por Kâma Rupa, Prâna, Linga Sharira e Sthula Sharira) à Atman-Budhi - a parte espiritual. Manas superior e Manas inferior seriam unidos pelo Antahkarana.

## Fraternidade Rosacruz
De acordo com os escritos rosacrucianos de Max Heindel, a mente é a ultima aquisição do espírito humano e está associado à Região do Pensamento Concreto (inferior) do Mundo do Pensamento (Plano mental na teosofia); enquanto que na Região do Pensamento Abstrato (superior) se localiza o 3º aspecto do tríplice Ego (Espírito, Eu Superior ou Centelha Divina), designado por Espírito Humano. Heindel pondera que a mente não seria ainda um corpo organizado, e na maior parte dos indivíduos é uma espécie de nuvem disposta na região da cabeça. A mente funcionaria como a ligação ou focus entre o tríplice espírito e o tríplice corpo, mas como uma reflexão invertida. Heindel refere que para o clarividente treinado parece haver um espaço vazio no centro da testa imediatamente a seguir e entre as sobrancelhas; esse espaço parece como a parte azul de uma chama de gás, mas nem o mais dotado clarividente pode penetrar nesse véu, também designado por "O Véu de Isís".

## Espiritismo
André Luiz, por intermédio da psicografia de Chico Xavier, faz uma referência expressa ao corpo mental no livro Evolução em Dois Mundos (1959), afirmando que o perispírito ou corpo espiritual "retrata em si o corpo mental que lhe preside a formação". Esclarece André Luiz que, na falta de terminologia adequada, ficava impossibilitado de defini-lo com maior amplitude de conceituação, além da que tem sido utilizada pelos pesquisadores espiritualistas.

## Divisão didática
- Mental superior: veículo por meio do qual o espírito elabora e estrutura as ideias, lidando com arquétipos universais.
- Mental inferior: possui a função intelectiva de englobar as percepções associadas aos cinco sentidos, comuns ao corpo físico, e de dar formas às ideias.[2]

Além das funções citadas, a mente superior é a sede da memória do espírito imortal, ao longo de suas várias existências corporais. O aprendizado, hábitos e automatismos ficam armazenados em manas.

## Ligação aos corpos inferiores
A mente estaria ligada ao corpo de desejos ou corpo astral através de um cordão energético. Esta ligação ocorreria durante o processo de encarnação de um espírito. Cessada a encarnação, ou quando não existe mais a necessidade de se encarnar, o espírito se desfaz do corpo de desejos e passa a viver apenas com a mente e os veículos superiores.